# Lucky Punch (singel)
Lucky Punch – singel polskiego rapera Kizo oraz rapera Wac Toja z albumu studyjnego Posejdon. Singel został wydany 29 czerwca 2020 roku. Tekst utworu został napisany przez Patryka Wozińskiego i Wacława Osieckiego.
Nagranie otrzymało w Polsce status poczwórnej platynowej płyty w 2021 roku.
Singel zdobył ponad 46 milionów wyświetleń w serwisie YouTube (2023) oraz ponad 23 milionów odsłuchań w serwisie Spotify (2023).

## Nagrywanie
Utwór został wyprodukowany przez MØJI. Za mix/mastering utworu odpowiada EnZU. Tekst do utworu został napisany przez Patryka Wozińskiego i Wacława Osieckiego.

## Twórcy
- Kizo, Wac Toja – słowa[1]
- Patryk Woziński, Wacław Osiecki – tekst[1][2]
- MØJI – produkcja[1][2]
- EnZU – mix/mastering[1]

## Certyfikaty
| Kraj          | Certyfikat         |
| ------------- | ------------------ |
| Polska (ZPAV) | 4x platynowa płyta |